# BMW G45
La BMW G45 è la quarta generazione della BMW X3, un'autovettura di tipo SUV di segmento D prodotto dalla casa automobilistica tedesca BMW a partire dal 2024.

X3 M50

## Descrizione
Il veicolo è stato presentato il 19 giugno 2024. A differenza del modello precedente, non viene più offerta una versione elettrica, che invece è basato su una nuova piattaforma dedicata. 
Il 6 agosto 2024 la BMW ha presentato per il mercato cinese una versione più lunga di undici centimetri, prodotta a Shenyang presso la BMW Brilliance Automotive. 
Come il modello precedente, il SUV si basa sulla piattaforma CLAR. Rispetto al modello precedente, la G45 è leggermente più grande. La lunghezza è di 4,76 metri, la larghezza è di 1,92 metri e l'altezza è di 1,66 metri. Il passo è quasi identico. Le maniglie delle porte sono a filo con le superfici della carrozzeria. Il valore del cx è di 0,27, 0,28 per M50 e 0,29 per la 20d. Come nella BMW F70, la griglia del doppio rene BMW, ad eccezione della M50, ha una geometria e un disegno parzialmente obliquo e può essere anche illuminata. Il volume del bagagliaio è di 570 litri. Abbattendo il sedile posteriore il bagagliaio ha una capienza di 1700 litri. Con le versioni l'ibrido plug-in si riduce di 100 litri per via dell'alloggiamento della batteria.
La G45 ha un cruscotto e un sistema di infotainment curvo, composto daun display da 12,3 pollici e uno da 14,9 pollici. È possibile l'abbinamento con Apple CarPlay e Android Auto. Rispetto al modello precedente ci sono molti meno pulsanti, ma è ancora disponibile il controller dell'iDrive. Tutte le versioni sono dotate di serie del cambio automatico a 8 rapporti con leve al volante (Steptronic) e della trazione integrale xDrive.